# Цесьлик, Герард
Герард Цесьлик (пол. Gerard Cieślik; 29 апреля 1927, Гайдуки (ныне часть Хожува) — 3 ноября 2013, Хожув) — польский футболист, нападающий. Заслуженный мастер спорта Польши (1950).

## Биография
Всю свою клубною карьеру играл в клубе «Рух» (Хожув), в составе которого сыграл 249 матчей, забил 177 голов. Является трёхкратным чемпионом Польши (1951, 1952, 1953), обладателем Кубка Польши (1951), лучшим бомбардиром лиги (1952, 1953). Был участником Олимпийских игр в Хельсинки.
Однако, как он сам воспоминает, самой большой честью для него было подавать мяч Эрнесту Вилимовскому.
45 матчей отыграл за национальною сборную (член Общества почётных игроков сборной), забил 27 голов. Больше всего запомнился по матчу со сборной Советского Союза 20 октября 1957 года в Хожуве, в котором забил два гола Яшину, благодаря чему Польша победила в этом мачте.
Во время Второй мировой войны был призван в вермахт, несколько месяцев был в советском плену.